# Philip Carteret

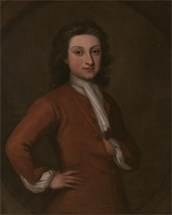
Philip Carteret

Contra-almirante Philip Carteret, Seigneur of Trinity (22 de janeiro de 1733, Trinity Manor, Jersey - 21 de julho de 1796, Southampton) foi um oficial naval e explorador britânico que participou de duas das expedições de circunavegação da Marinha Real Britânica em 1764–66 e 1766-69.

## Biografia
Carteret entrou na marinha em 1747, servindo a bordo do HMS Salisbury, antes de passar sob o comando do capitão John Byron de 1751 a 1755. Entre 1757 e 1758 esteve a bordo do HMS Guernsey a serviço da Frota do Mediterrâneo.

## Primeira Circunavegação de 1764-66
De junho de 1764 a maio de 1766, o tenente Philip Carteret serviu a bordo do HMS Dolphin, participando da circunavegação do globo do capitão John Byron e conseguindo completá-la em menos de dois anos. Durante a afortunada expedição de Byron ele tomou posse das Ilhas Malvinas, também várias ilhas do Arquipélago de Tuamotu foram descobertas, incluindo as Ilhas da Decepção e as Ilhas Rei George, e os atóis de Tokelau, Byron deu seu nome a uma ilha do Gilbert e finalmente desembarcou na ilha Tinian do Arquipélago das Marianas do Norte.

## Segunda Circunavegação de 1766-69
Em 1766 foi nomeado capitão e assumiu o comando do HMS Swallow na viagem de circunavegação do globo, acompanhando o HMS Dolphin do comandante Samuel Wallis e o cargueiro HMS Prince-Frederick. O comboio partiu em 22 de agosto de 1766 para o Oceano Pacífico. Após mais de sete meses de navegação, em 10 de abril de 1767 os navios chegaram ao Estreito de Magalhães, mas condições climáticas adversas fizeram com que o HMS Swallow se separou do resto da expedição e nunca mais voltou. Isso foi causado pelo esquecimento de Wallis para fixar um ponto de encontro em caso de separação. Carteret e sua tripulação tiveram que circunavegar o globo a bordo de uma embarcação não confiável com suprimentos insuficientes. Enquanto navegava Carteret descobriu as Ilhas Pitcairn e as Ilhas Carteret, mais tarde renomeadas com seu nome. Ele também descobriu um novo arquipélago dentro do Canal de São Jorge, entre as ilhas da Nova Irlanda e as da Nova Bretanha (agora Papua Nova Guiné), que ele chamou de Ilhas Duque de York. Ele então reconheceu as Ilhas Salomão, descobertas em 1568 por Álvaro de Mendaña, e as Ilhas Juan Fernández, descobertas em 1574 por Juan Fernández. Após trinta e um meses de viagem, em 20 de março de 1769, o HMS Swallow ancorou no porto de Spithead, no sul da Inglaterra.